# نیکوزیای شمالی
نیکوزیای شمالی (ترکی استانبولی: Kuzey Lefkoşa) پایتخت و بزرگترین شهر  جمهوری ترک قبرس شمالی، که در نیمه شمالی شهر نیکوزیا و در  ناحیه لفکوشا قرار گرفته‌است. اداره‌ای شهر توسط شهرداری نیکوزیای ترک می‌باشد. جداسازی شهر نیکوزیا پس از سال ۱۹۶۰ میلادی و مناقشه قبرس میان ترک‌ها و یونانی‌ها کلید خورد. امروزه در نیکوزیای شمالی مردمان ترک‌تبار با جمعیت ۴۹،۸۶۸ نفری زندگی می‌کنند.

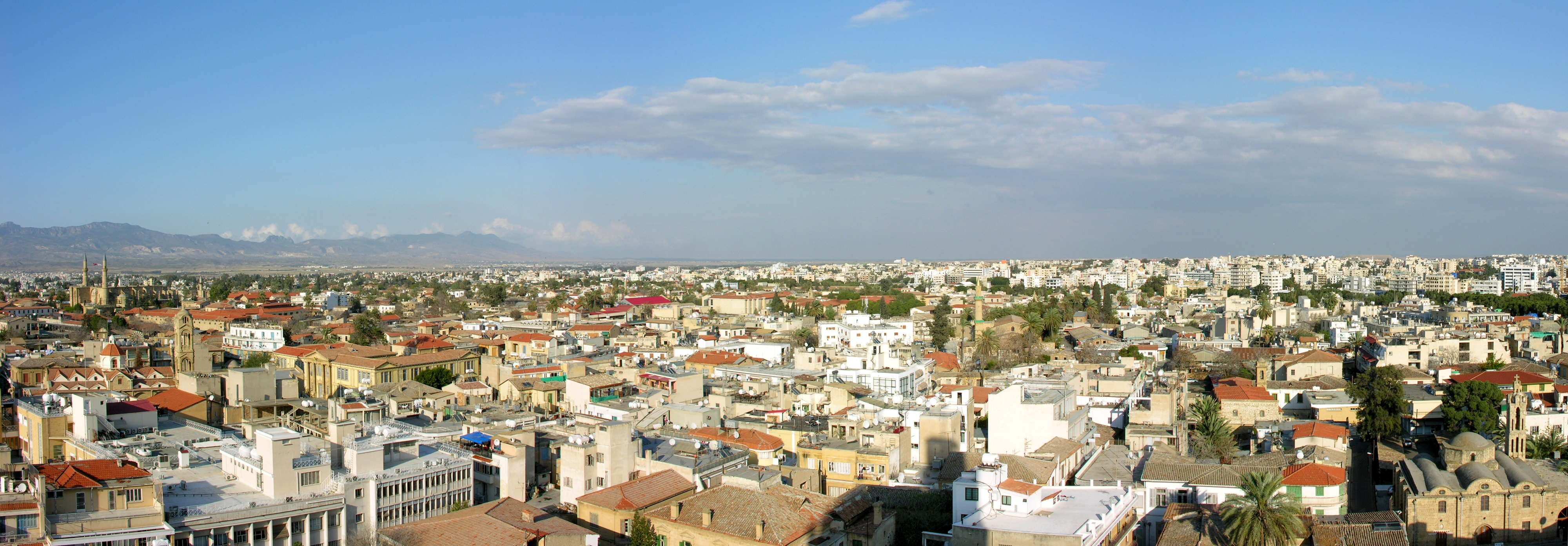
چشم‌اندازی از شهر

نیکوزیا شمالی مرکز مهم تجاری با بسیاری از مغازه‌ها، مراکز خرید مدرن، رستوران و سرگرمی است. در این شهر مراکز تولید کننده انواع پارچه، چرم، سفال، پلاستیک، و سایر محصولات نیز متمرکز شده‌است.

## شهرهای خواهر
نیکوزیای شمالی با ۵ شهر جهان دارای پیوند خواهرخواندگی است:
| - آدانا، ترکیه - آنکارا، ترکیه - بورسا، ترکیه - کومانوفو، جمهوری مقدونیه - کمرات، گاگائوزیا |

## نگارخانه

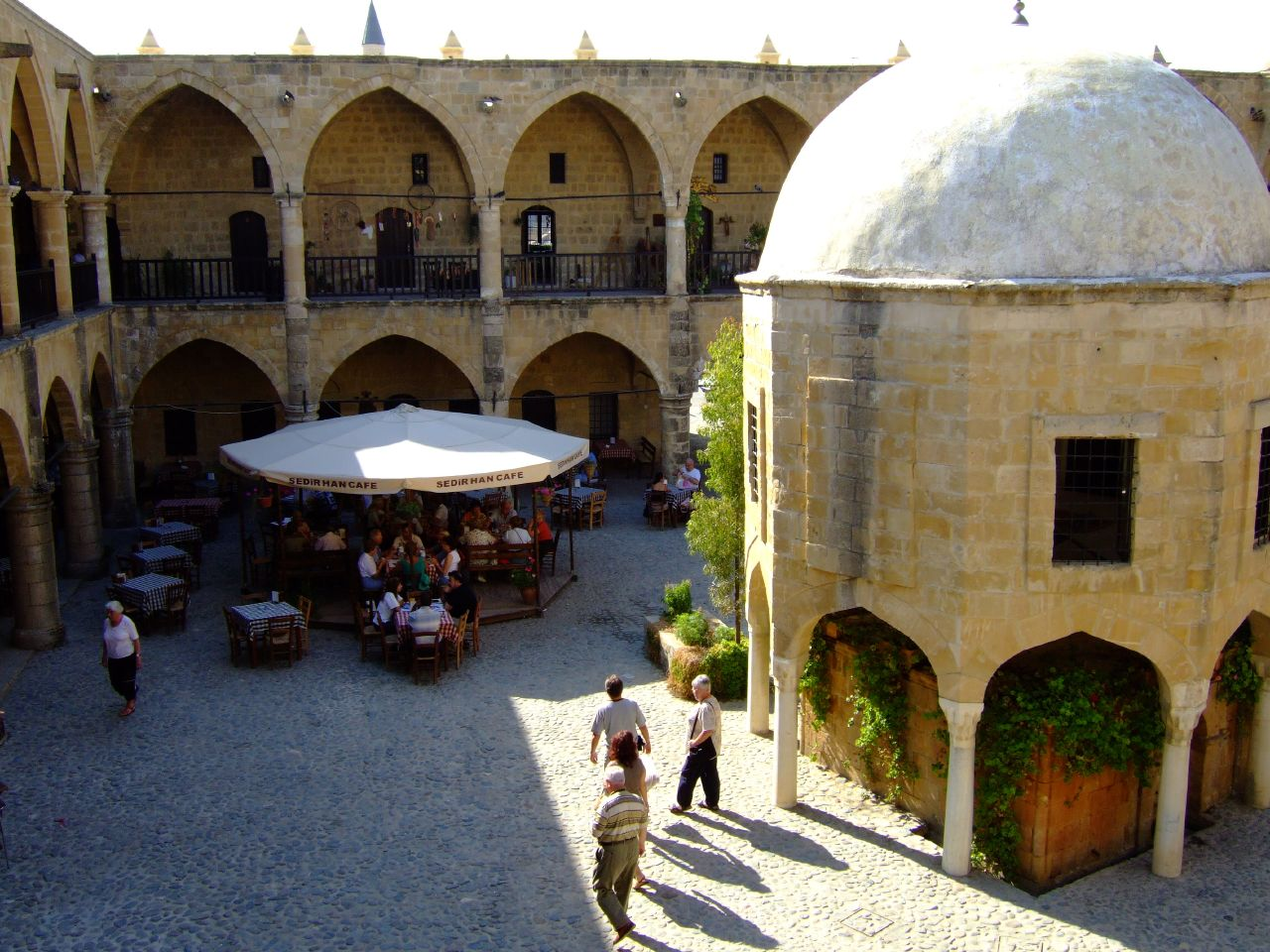
مسجد بیوک خان
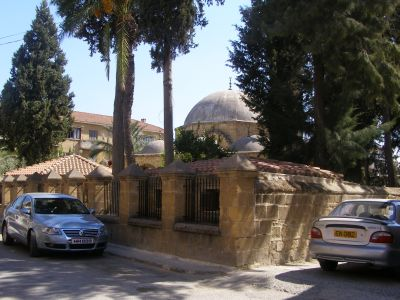
مسجد عرب احمد
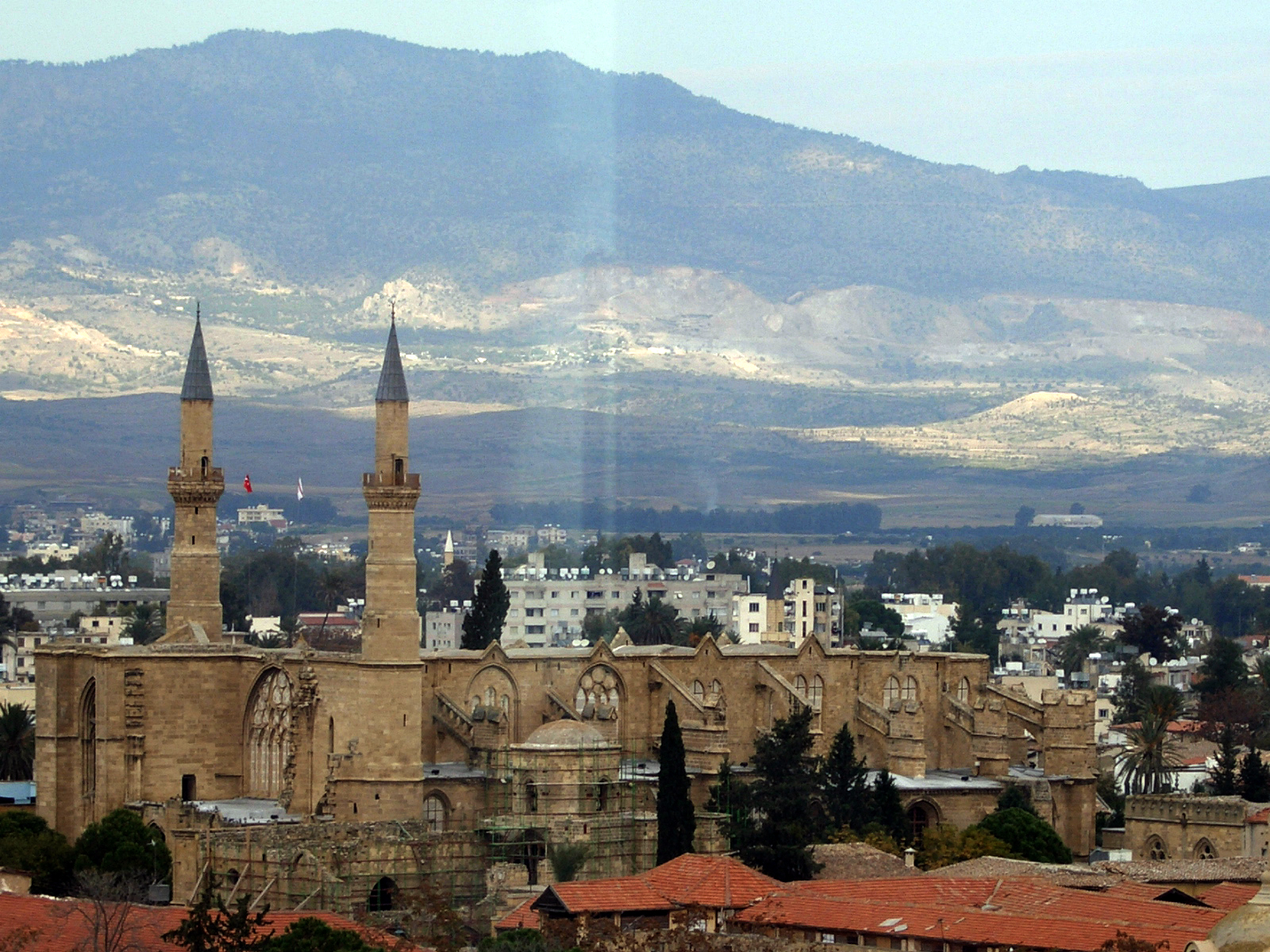
مسجد سلیمیه نیکوزیا
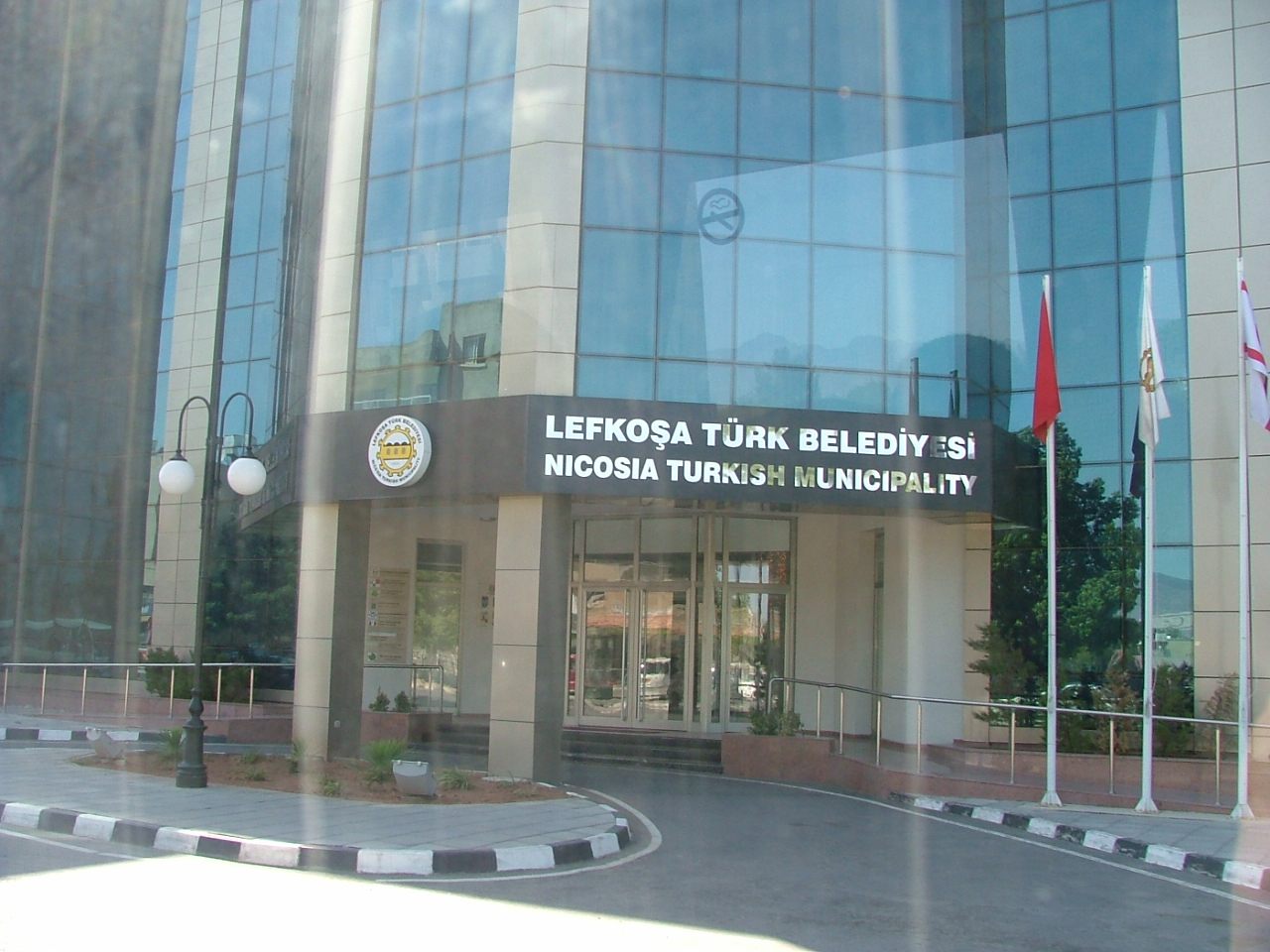
شهرداری نیکوزیای ترک
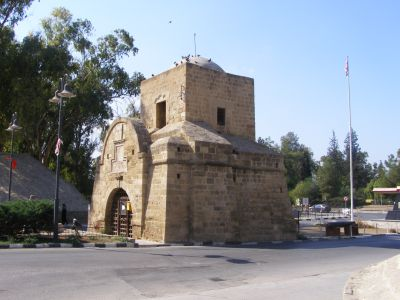
دروازه کایرنیا
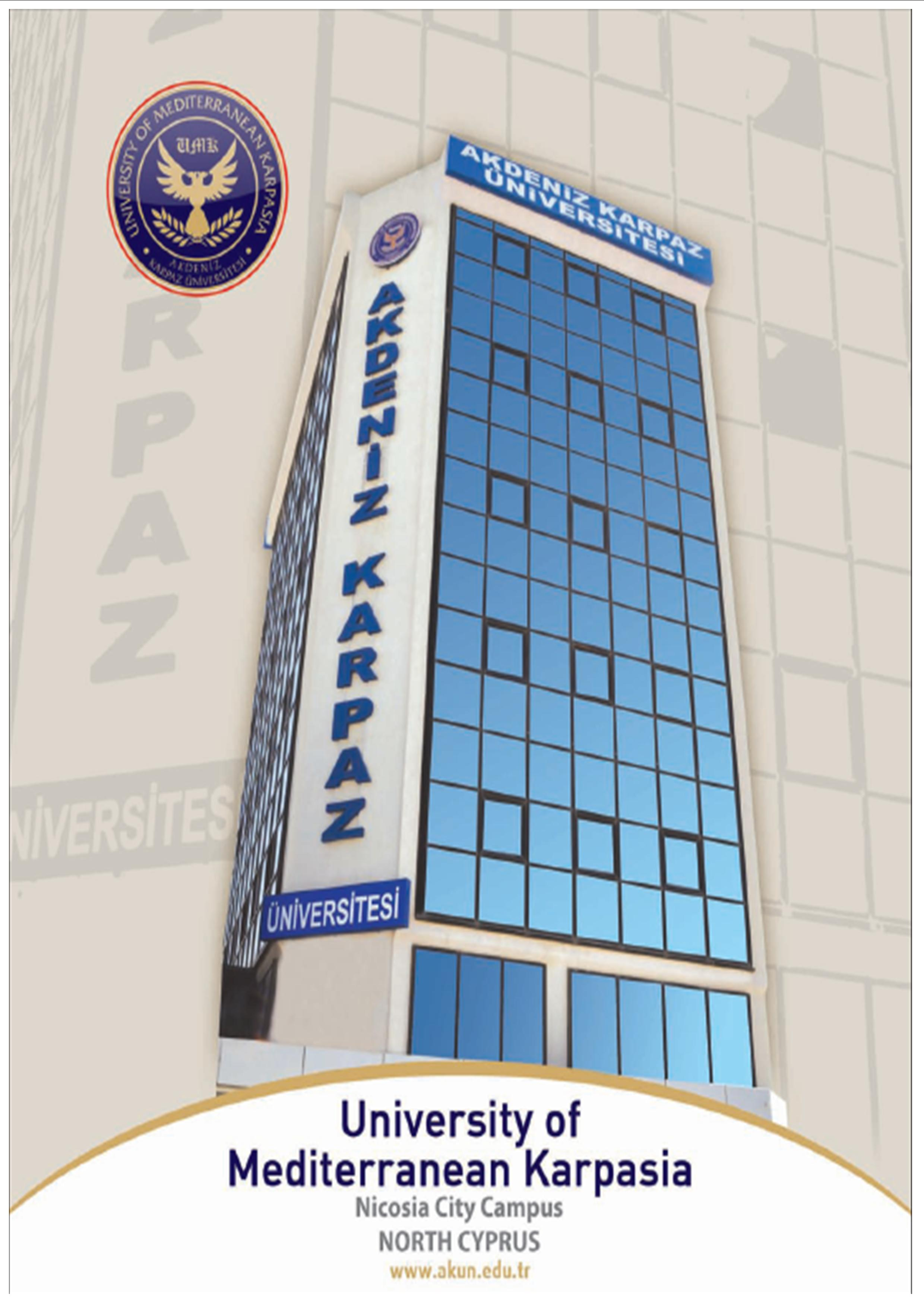
دانشگاه مدیترانه کارپاسیا
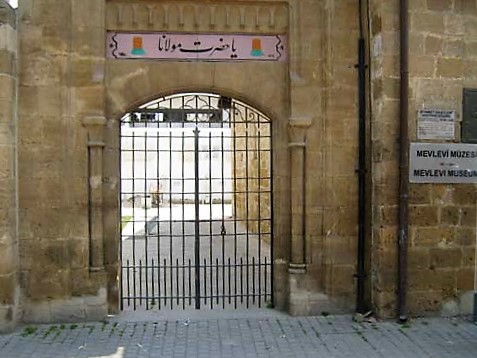
موزه مولانا«در موزه از اشعار فارسی مولانا استفاده شده‌است»
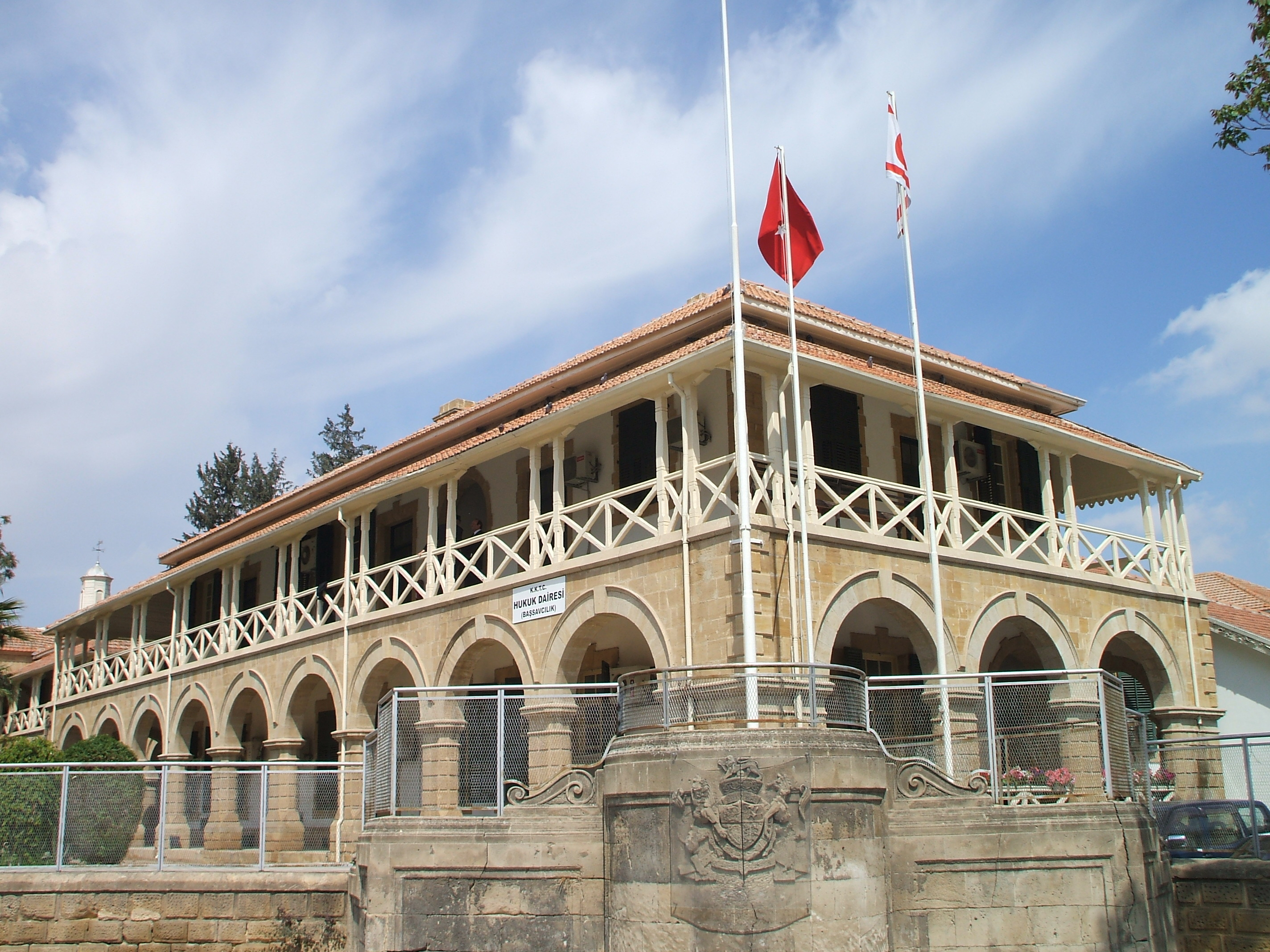
میدان آتاترک نیکوزیای شمالی
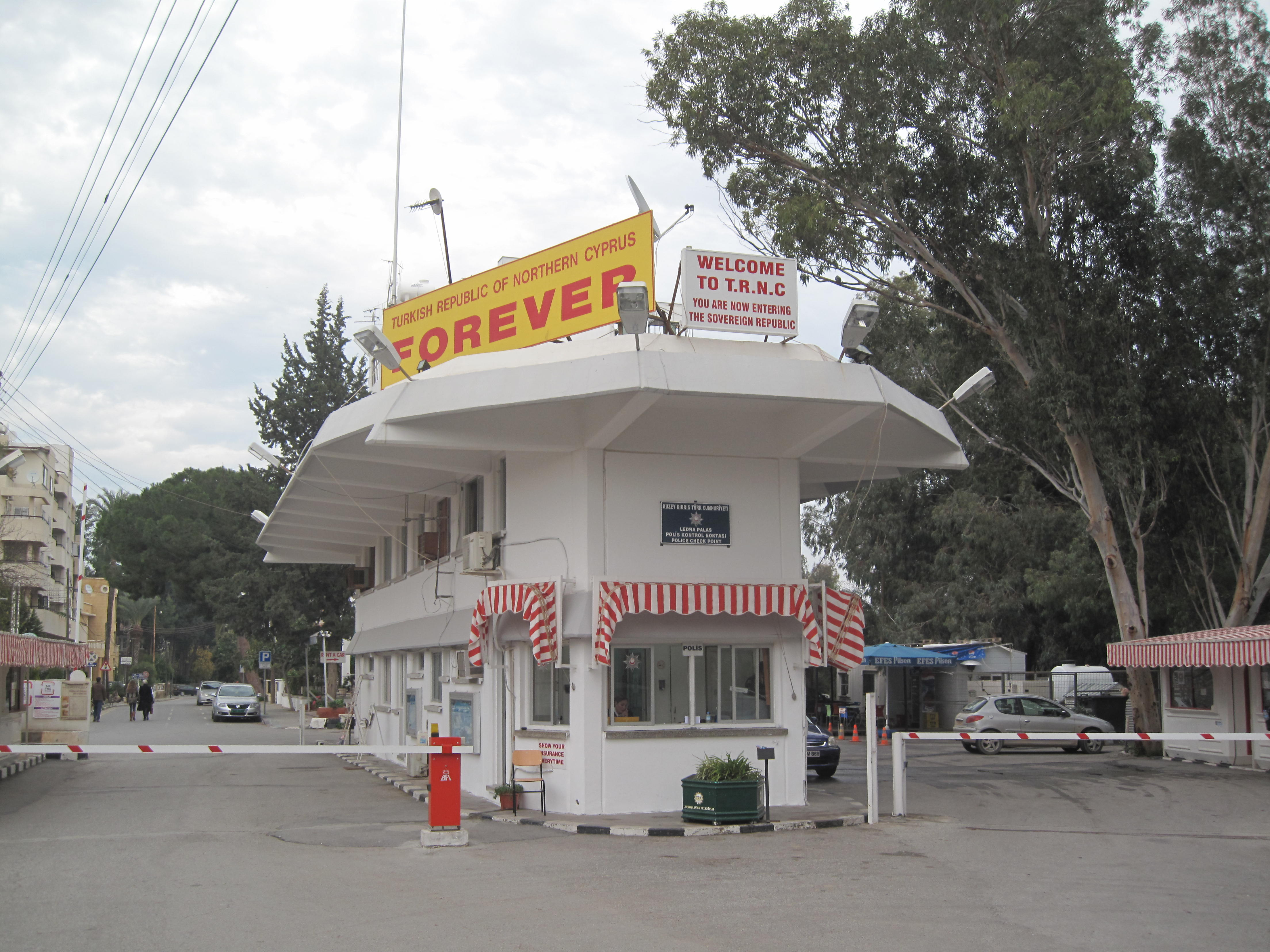
محل جداسازی حریم قانونی مابین دو شهر نیکوزیا و نیکوزیای شمالی
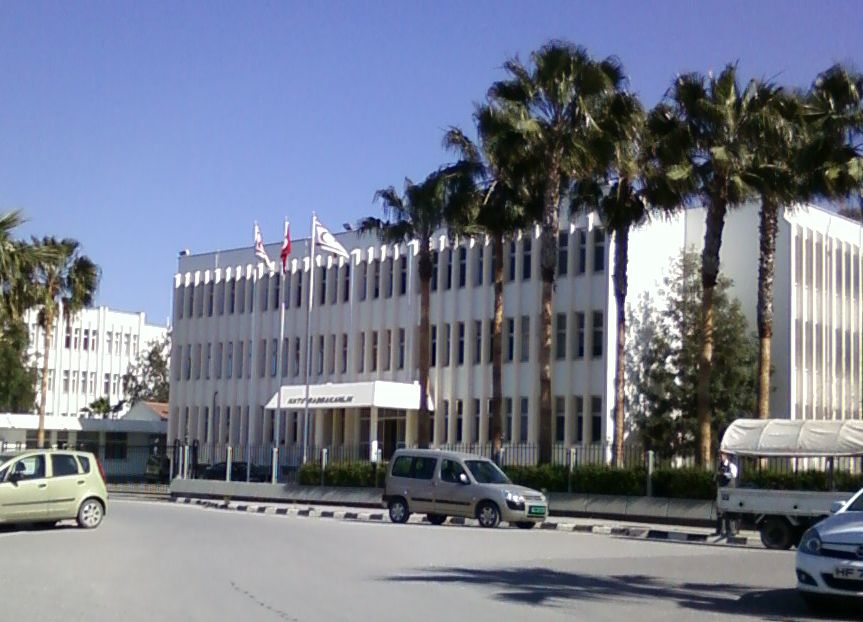
دفتر نخست‌وزیری قبرس شمالی
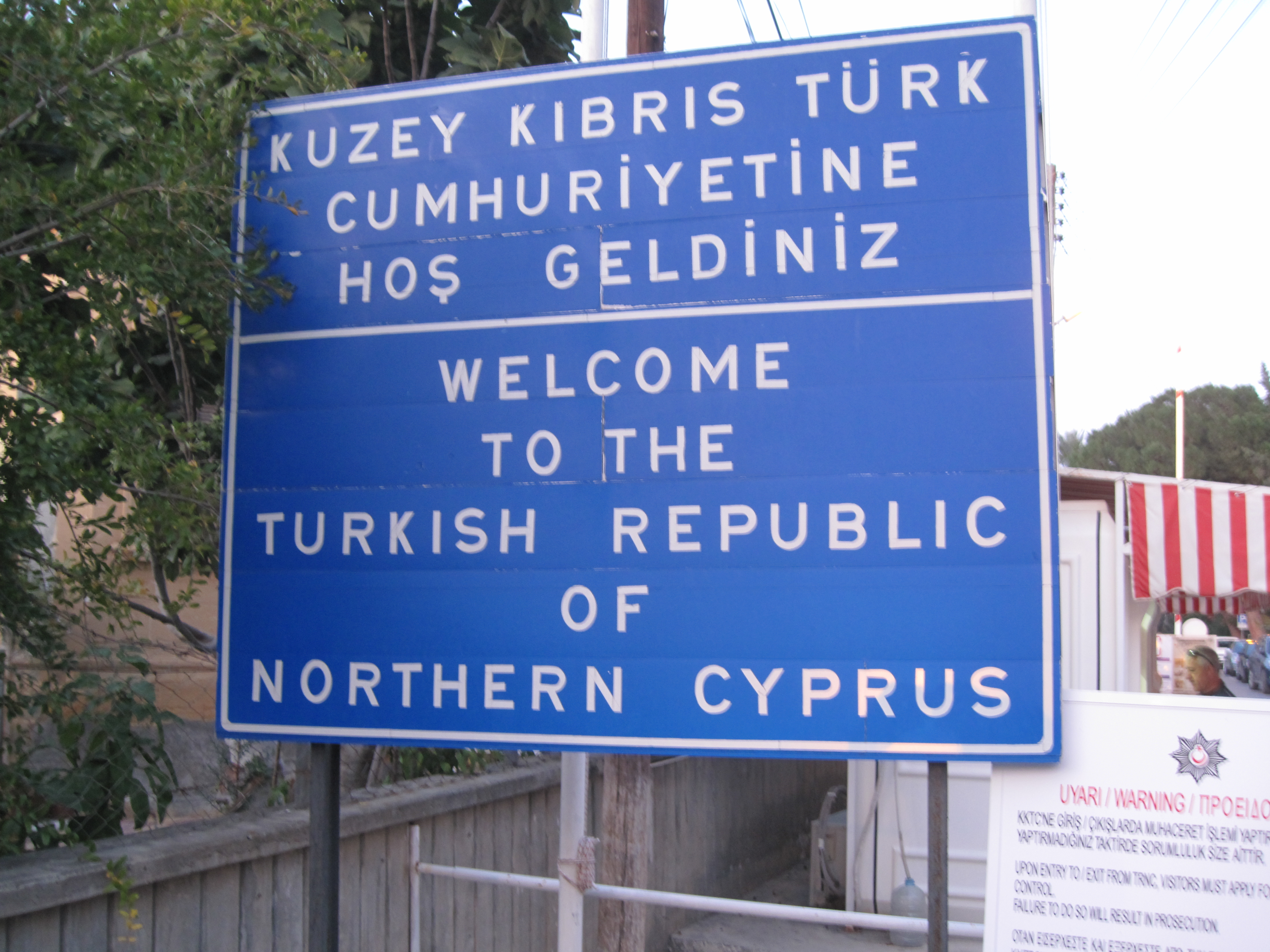
تابلوی خوش‌آمد به قبرس شمالی
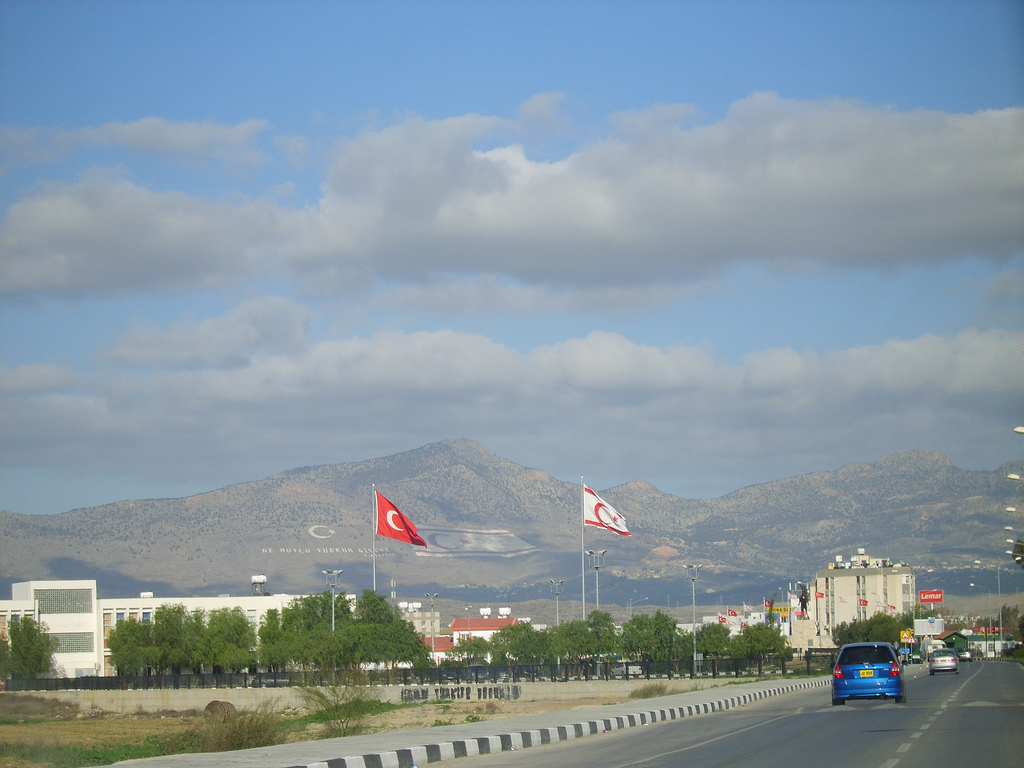
در تمامی نقاط قبرس شمالی، پرچم این کشور در کنار پرچم ترکیه به اهتزاز درمی‌آ‌ید